# Willem Reijniers
Wilhelmus Ignatius (Willem) Reijniers (Gennep, 1 februari 1846 – Tilburg, 16 februari 1908) was een Nederlands organist en componist.
Hij was zoon van Evert Reijniers en Margaritha Peters. Hijzelf was in 1882 getrouwd met Theresia Hendrika Johanna van Hal. Zij werden begraven op het RK Kerkhof Goirke. Dochter Anna Reyniers (1887-1969) was pianiste en violiste, die tot op hoge leeftijd (1952) op het podium zat.
Hij kreeg zijn opleiding van broeder/organist Gregorius van Dijk (Alexander van Dijk). Hij was enige jaren muziekleraar en organist te Katwijk (Noord-Brabant) en aan het seminarie Rolduc.
Hij was dertig jaar lang organist van de Goirkese kerk (Heilige Dionysiuskerk, Het Goirke), alsmede de dirigent van het koor en de fanfare van die kerk. Voorts dirigeerde hij de liedertafel Sint Caecilia in Tilburg. Ook was hij instructeur van de Nieuwe Koninklijke Harmonie in Tilburg en censor van de Gregoriusvereniging.
Als componist schreef hij dan ook voornamelijk religieuze werken:
- Twaalf Cantus Sacre (twee zangstemmen met orgel of harmonium (haalde een derde druk)
- Missa pro defunctis (voor twee of drie zangstemmen met orgel)
- idem (voor drie of vier zangstemmen met orgel)
- Graduale, Offertorium, Communio (voor drie zangstemmen met orgel)
- Hymnus Te Deum laudamus (voor drie zangstemmen en orgel)
- Bij de eerste heilige communie (voor mezzosopraan of bariton met piano (haalde een derde druk)
- Drie eerste heilige communieliedjes (zangstemmen zonder begeleiding)
- De schoonste dag uws levens (voor mezzosopraan of bariton met piano (haalde een derde druk)
- Bruiloftswensch (voor sopraan of tenor met piano)
- Goede reis (bedoeld wordt Goede huwelijksreis voor zangstem met piano)
- Jubelgroet (voor zangstem en piano, bedoeld voor huwelijksvieringen)
- Welkom (duet voor sopraan en alt met piano)
- Feestcantate voor sopraan, alt, tenor en piano
- De almachtige (voor vierstemmig mannenkoor (haalde een tweede druk)

Een van zijn Missa pro defunctis wordt ook nog in de 21e eeuw uitgevoerd